# Decennatherium rex
Decennatherium rex es una especie extinta de mamífero artiodáctilo de la familia Giraffidae que habitó la península ibérica durante el Mioceno superior, hace entre 11,5 y 5,3 Ma.
El holotipo de D. rex fue encontrado en el nivel BAT10 del Cerro de los Batallones.  Los restos del holotipo solamente comprenden el cráneo del animal junto con los osículos y la mandíbula; el esqueleto postcraneal ha sido reconstruido con el resto de fragmentos encontrados a lo largo del yacimiento. Se estima que el animal adquirió un tamaño algo mayor que el okapi moderno (entre 2 y 2,8 metros de altura y 2,5 metros de largo aproximadamente), con un peso en torno a los 800 kg. 
Los análisis morfológicos marcan indicios de la presencia de dimorfismo sexual, y unos hábitos alimenticios mixtos, alimentándose tanto de hojas, frutos y ramas como de hierba.